# سالواتوره لومباردو
سالواتوره لومباردو (به فرانسوی: Salvatore Lombardo) نویسنده و روزنامه‌نگار قرن بیستم میلادی اهل فرانسه است.